# John Michael Talbot
John Michael Talbot (Oklahoma City, 8 maggio 1954) è un religioso, compositore e chitarrista statunitense, dell'Ordine Francescano, è autore di Musica Cristiana Cattolica.

## Biografia
Nato in una famiglia metodista, il giovane John impara a suonare la chitarra a 10 anni, lascerà in seguito a 15 anni le lezioni sotto il tutore Mason Proffit (cantate folk-rock) assieme al fratello Terry.
In quegli anni si avvicina a varie culture religiose, ma leggendo una biografia sulla vita di San Francesco d'Assisi, si converte al Cattolicesimo prendendo i voti monastici assieme al fratello Terry. Entrando nell'Ordine Francescano nel 1978, inizia la composizione di musica rock cristiana. Oltre a questo alcuni anni dopo fonda una comunità monastica di frati e suore, ma anche di laici celibi e famiglie, cosicché conosce anche quella che diverrà sua moglie, Viola Patrka, che sposerà sotto un'apposita dispensa dalla Chiesa. La Comunità Monastica da lui fondata prende il nome di The Brothers and Sisters of Charity (Fratelli e Sorelle della Beneficenza), ed è sita a Eureka Springs, Arkansas.

## Discografia
- 1. Reborn (1972) con Terry Talbot
- 2. John Michael Talbot (1976)
- 3. The New Earth (1977)
- 4. The Lord's Supper (1979)
- 5. Beginnings / The Early Years (1980)
- 6. Come to the Quiet (1980)
- 7. The Painter (1980) con Terry Talbot
- 8. For the Bride (1981)
- 9. Troubadour of the Great King (1981)
- 10. Light Eternal (1982)
- 11. Songs For Worship Vol. 1 (1982)
- 12. No Longer Strangers (1983) con Terry Talbot
- 13. The God of Life (1984)
- 14. Songs For Worship Vol. 2 (1985)
- 15. The Quiet (1985)
- 16. Be Exalted (1986)
- 17. Empty Canvas (1986)
- 18. The Heart of the Shepherd (1987)
- 19. Quiet Reflections (1987)
- 20. The Regathering (1988)
- 21. Master Collection (1988)
- 22. The Lover and the Beloved (1989)
- 23. Come Worship the Lord Vol. 1 (1990)
- 24. Come Worship the Lord Vol. 2 (1990)
- 25. Hiding Place (1990)
- 26. The Birth of Jesus (1990)
- 27. The Master Musician (1992)
- 28. Meditations in the Spirit (1993)
- 29. Meditations from Solitude (1994)
- 30. Chant from the Hermitage (1995)
- 31. The John Michael Talbot Collection (1995)
- 32. The Talbot Brothers Collection (1995)
- 33. Brother to Brother (1996) con Michael Card
- 34. Our Blessing Cup (1996)
- 35. Troubadour for the Lord (1996)
- 36. Table of Plenty (1997)
- 37. Hidden Pathways (1998)
- 38. Pathways of the Shepherd (1998)
- 39. Pathways to Solitude (1998)
- 40. Pathways to Wisdom (1998)
- 41. Quiet Pathways (1998)
- 42. Spirit Pathways (1998)
- 43. Cave of the Heart (1999)
- 44. Simple Heart (2000)
- 45. Wisdom (2001)
- 46. Signatures (2003)
- 47. City of God (2005)
- 48. Monk Rock (2005)
- 49. The Beautiful City (2006)
- 50. Living Water 50th (2007)
- 51. Troubadour Years (2008)